# Carretera Convencional
Carretera convencional, también conocida como Carretera convencional Red de Interés General del Estado, Carretera convencional RIGE o CCRIGE y siempre referida como alfabeto (en lugar de tipografía), es el nombre de una familia de tipos de letra sans-serif para señales de tráfico en España, Andorra, Yibuti y algunas carreteras en Cuba y Guinea Ecuatorial. No hay variantes y originalmente se encargó como una variación pesada de Transport para uso específico en texto oscuro en mayúscula sobre fondo blanco.
Originalmente fue encargada alrededor de 1988 por su uso específico como texto en mayúsculas negras sobre un fondo blanco para carreteras convencionales y señalización urbana en España, como se señala por su nombre original. El uso legal fue definitivamente aprobado en 1999 con la publicación de la Norma 8.1-IC de Instrucción de carreteras. En 2015, la nueva regulación abolió el uso de la tipografía alternativa Autopista para su uso en autopistas y autovías, haciendo de Carretera convencional la única tipografía de señalización para todo tipo de carreteras. El nuevo Catálogo de señales de tráfico redactado en 2022 lanzó una nueva versión redibujada con un ligero aumento general del grosor y disminución del espaciado.